# 2306-os mellékút (Magyarország)
A 2306-os számú mellékút egy négy számjegyű mellékút Nógrád vármegye legkeletibb és Borsod-Abaúj-Zemplén vármegye legnyugatibb részén. Salgótarján vonzáskörzetét köti össze Ózd városával.

## Nyomvonala
A 2305-ös útból ágazik ki, annak 15+600-as kilométerszelvénye közelében, Zabar Külsőzabar településrészének központjában, északkelet felé. Pár száz méter után keresztezi a Tarnát, első kilométerénél elhalad Zabar központjának déli részén, majd a negyedik kilométere előtt átlép Domaháza területére, és egyben Borsod-Abaúj-Zemplén vármegyébe. A falu központja a 9. kilométere közelében található, ott éri el a Hangony-patak folyását is, ettől kezdve párhuzamosan haladnak, bár az út többször keresztezi is a patakot.
11 kilométer megtétele után lép át Hangony területére, ahol a 12+150-es kilométerszelvénye környékén ágazik ki belőle dél felé a 23 115-ös út, amely Kissikátor lakott területére vezet. 18,5 kilométer megtétele után jut el Hangony központjába, majd nagyjából egy kilométerrel arrébb éri el Ózd határát. Körülbelül a 20. kilométeréig – tehát mintegy 4-500 méteren át – az út a két település határvonalával párhuzamosan halad, de déli oldalán már ezen a szakaszon is az Ózdhoz tartozó Szentsimon házai láthatók, a huszadik kilométert elhagyva pedig teljesen Szentsimon területén halad. Utolsó kilométerein végighúzódik még Ózd Bolyok városrészén is, majd a 25-ös főútba torkollva ér véget, hozzávetőlegesen annak 67+400-as kilométerszelvényénél.
Teljes hossza, az országos közutak térképes nyilvántartására szolgáló kira.gov.hu adatbázisa szerint 25,088 kilométer.